# 190 Ismene
190 Ismene eller 1947 QJ är en asteroid upptäckt 22 september 1878 av astronomen C. H. F. Peters i Clinton, New York. Ismene har fått sitt namn efter en hjältinna inom grekisk mytologi.
Asteroiden tillhör Hilda-asteroiderna som finns i det yttre av asteroidbältet och som är låsta i en 2:3 medelbanresonans med Jupiter.